# Berevo
Berevo is een plaats en gemeente in Madagaskar gelegen in het district Belo sur Tsiribihina van de regio Menabe. Er woonden bij de volkstelling in 2001 ongeveer 3000 mensen.
In de plaats is basisonderwijs en voortgezet onderwijs voor jongeren beschikbaar. 45% van de bevolking is landbouwer en 25% houdt zich bezig met veeteelt. Het belangrijkste gewas is rijst, maar er wordt ook cassave en tabak verbouwd. 5% van de bevolking is werkzaam in de dienstensector en 25% van de bevolking voorziet in levensonderhoud via visserij.